# Хамовные дворы
Хамовные дворы (от «хаман» — белое бумажное полотно) — государственные текстильные мануфактуры в Москве в XVII — начале XVIII вв.

## История
Хамовные дворы были созданы для обслуживания дворцового хозяйства. Это были мастерские для выделки и отбелки полотна (скатертей, убрусов, полотенец и т. п.).
Первые упоминания о хамовных дворах относятся к 1613—1614 годам. С этого времени известен Кадашёвский хамовный двор, который находился в Замоскворечье в Кадашёвской слободе. До конца 1650-х годов работа производилась в отдельных деревянных избах. В 1658—61 годы были построены 2 двухэтажных каменных здания. В одном из них изготовлялось полотно. Здесь могли разместиться 90 ткацких станков и около 150 хамовников (ткачей) и деловиц (швей, прях и др.). Во втором производилась отбелка тканей. Двор был обнесён белокаменной оградой.
К 1698 году производство на Кадашёвском дворе прекратилось, так как в 1697 году на правом берегу реки Яузы (у Матросского моста) построили другой хамовный двор, на котором стали изготовлять парусное полотно.
В начале XVIII века Кадашёвский двор использовался как один из монетных дворов.
Известно также, что с 1620-х годов и до 1694 года в Москве действовал ещё один хамовный двор в Хамовниках. Здание реставрировано.

## Современная история
Здание хамовного двора в Хамовниках было отреставрировано в 70-х годы XX века (сейчас Улица Льва Толстого 10).
Часть Кадашёвского двора сохранилась до настоящего времени (Старомонетный переулок, 9).
Обнаружены свидетельства существования хамовного дела вблизи Новодевичьего монастыря — при археологических раскопках обнаружено значительное количество набойных досок (с помощью этих рельефных форм на ткани вручную наносился цветной узор).